# 根河站
根河站是位于内蒙古自治区呼伦贝尔市根河市的一个铁路车站，邮政编码22350。车站建于1956年，有牙林铁路经过该站，现办理客货运业务。车站距离牙克石262公里，隶属中国铁路哈尔滨局集团有限公司海拉尔车务段，是三等站。

## 車站周邊
- 根河市公安局
- 中国移动铁路街特许营业厅
- 根河市水利局
- 根河市劳动和社会保障局
- 中国农业发展银行根河市支行
- 农村商业银行兴林信用社
- 根河市财政局
- 根河市人民检察院
- 根河市教育体育局
- 根河市政府
- 根河市人民法院
- 根河市第一中学
- 根河市中医院
- 敖鲁古雅鄂温克民族小学

## 外部連結
- 中国铁路客户服务中心 （页面存档备份，存于）